# プラウ

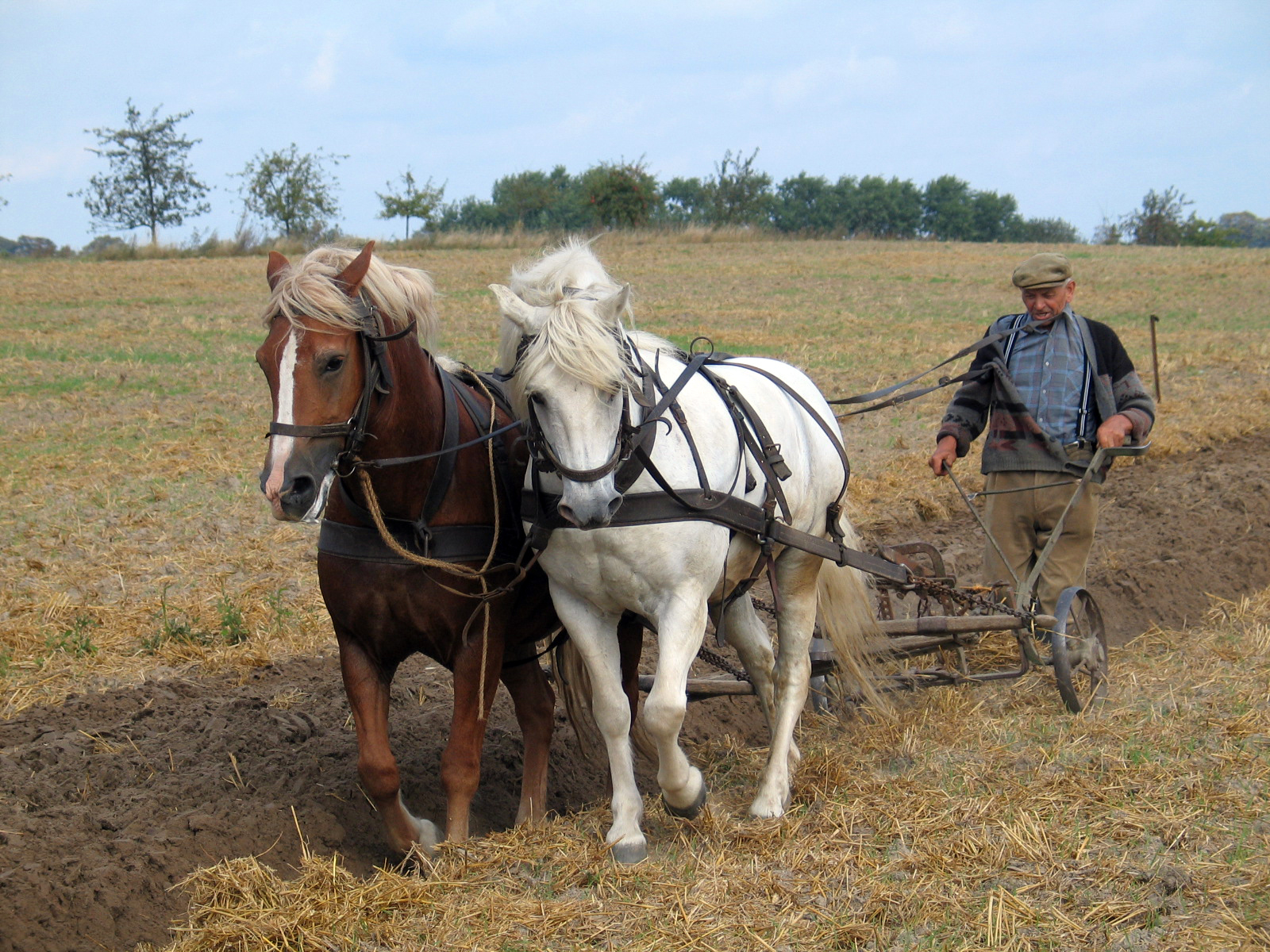
プラウによる伝統的な馬耕

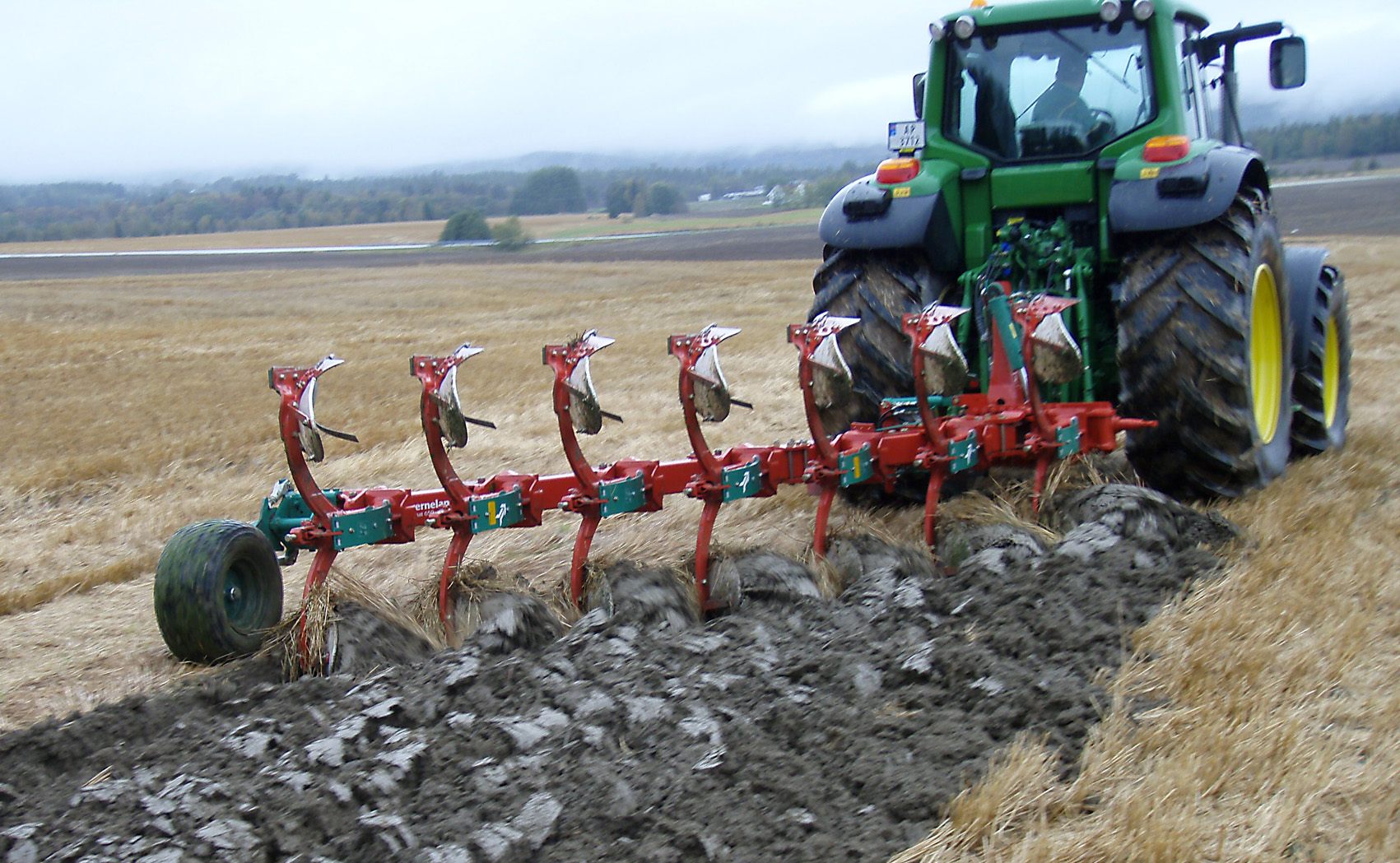
トラクター用のリバーシブル・プラウ

プラウ（英: plough、plow）とは、種まきや苗の植え付けに備えて最初に土壌を耕起する農具であり、トラクターの作業機である。和訳では犂鋤（りじょ、すき）。

## 概要
これは歴史に記録されるなかで最も基本的な道具であり、農業技術の進歩において代表的なものである。プラウ耕の第一の目的は、土壌を反転させて新鮮な養分を地表へと運び、作物の残渣や雑草などを土中に埋め込んで腐食させることである。それは、土壌を空気に晒して、より水分を保ちやすい状態にすることでもある。現代においては、プラウで耕起されて乾燥した圃場をさらにディスク・ハローやバーチカル・ハローで砕土してから播種を行う。
プラウは最初、人間が扱っていた。後に動物が使われた。牛に牽かれていたが、後に多くの地域で馬によって牽かれた。工業国においてプラウを牽く手段の機械化は、最初は蒸気機関であったが、これは徐々に内燃機関のトラクターにとって替わられた。
過去20年間の間、土壌流出の問題がある地域でプラウの使用は減少し、より浅い耕起法やより環境への影響が少ない耕起法に変わってきた。
プラウは海底ケーブルの敷設や、サイドスキャンソナーで石油探査を行う場合などに海の中で使われることもある。日本では宍道湖を横断して湖底に水道管を敷設するために、牽引式の巨大なプラウが使われたことがある。

## プラウの歴史

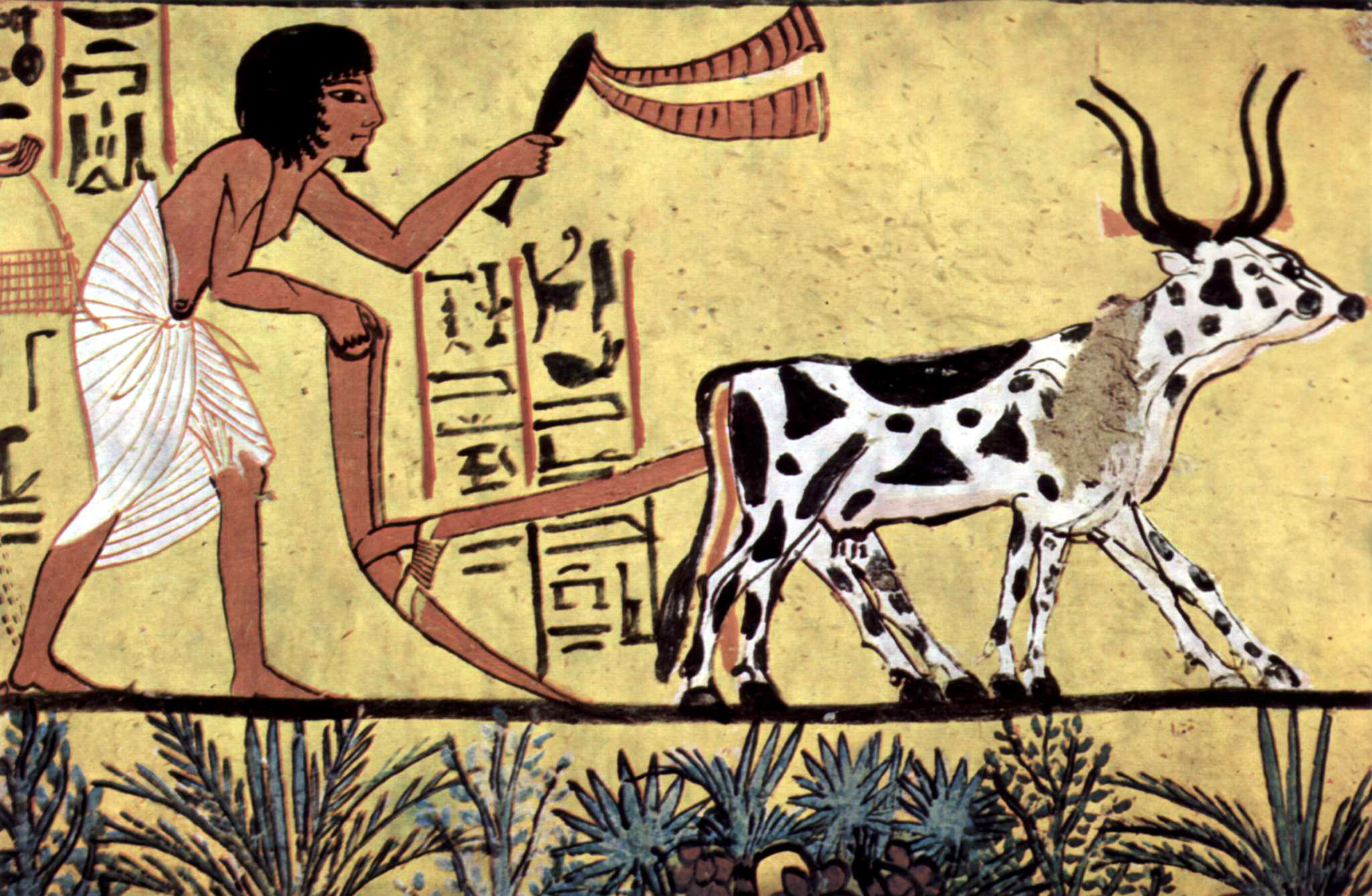
古代エジプトのプラウ,紀元前1200年頃

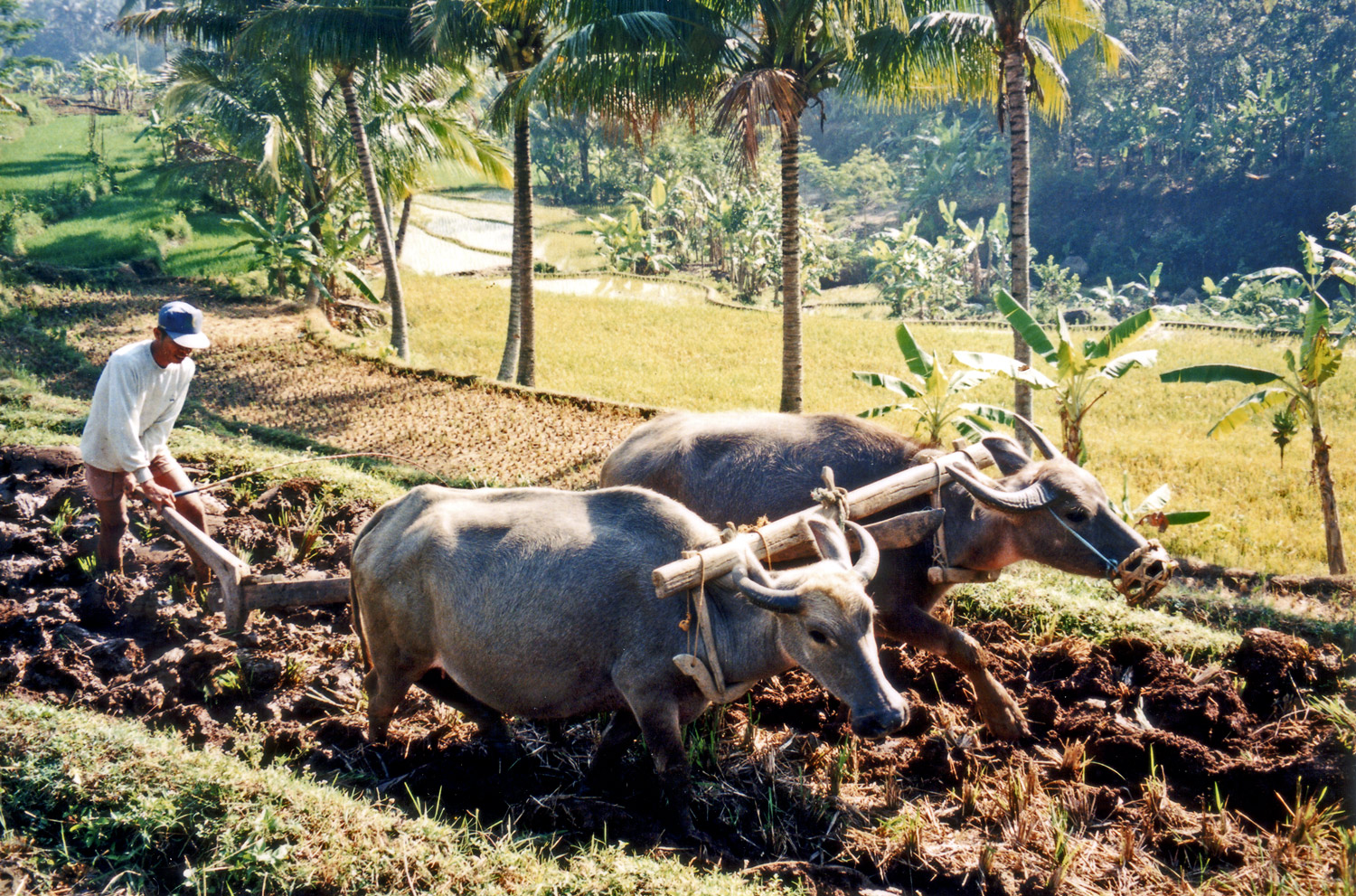
家畜化された水牛による水田のプラウ耕,インドネシア中部ジャワ州サラティガ近郊にて,1997年

### プラウ登場以前
最初、農業が行われたとき、ナイル川沿岸のように年に一度の洪水が肥沃な土壌を運んできた地域では、種をまく溝を作るために携帯できるような簡単な木の棒(digging sticks)や鍬(くわ)が使われた。しかし、それほど肥沃でない地域で作物を作るためには定期的に土壌を反転させて養分を地表に上げなければならなかった。

### スクラッチ・プラウ
おそらく紀元前6世紀初頭、インダス文明と同じ時期のメソポタミアでは牛の家畜化が進んでおり、プラウを開発するのに必要な牽引力を人類にもたらした。最も初期のプラウはフレームに保持された垂直の木の棒で、引きずって表土を引っ掻くように使われ、世界の多くの地域で未だに使われている。これは、プラウが通った土壌の表面を砕き、そこに作物を植える事が出来た。
このタイプのプラウでは、どうしても耕されずに残る列が出来るので、しばしば横方向からも耕された。そのことによって、畑は四角形の形になっていった。北ヨーロッパの考古学では、このようなほぼ四角形の畑は「ケルト人の畑(Celtic fields)」と呼ばれる。

### クルックド・プラウ
ギリシャ人は、その名の通り切断面が前方に曲がっているクルックド・プラウ(Crooked plough)でプラウの構造を進化させたようだ。プラウの切断面はしばしば青銅で、後には鉄で覆われていた。金属は高価であったので、戦が始まればそれを溶かして打ち直して兵器に作り変え、平和になればまたそれを元に戻した。
この事はおそらく、聖書に見られる「汝の刀をプラウ・シェアに打ち直した(en:swords_to_ploughshares)」という文章の元になったと思われる。

### モールドボード・プラウ

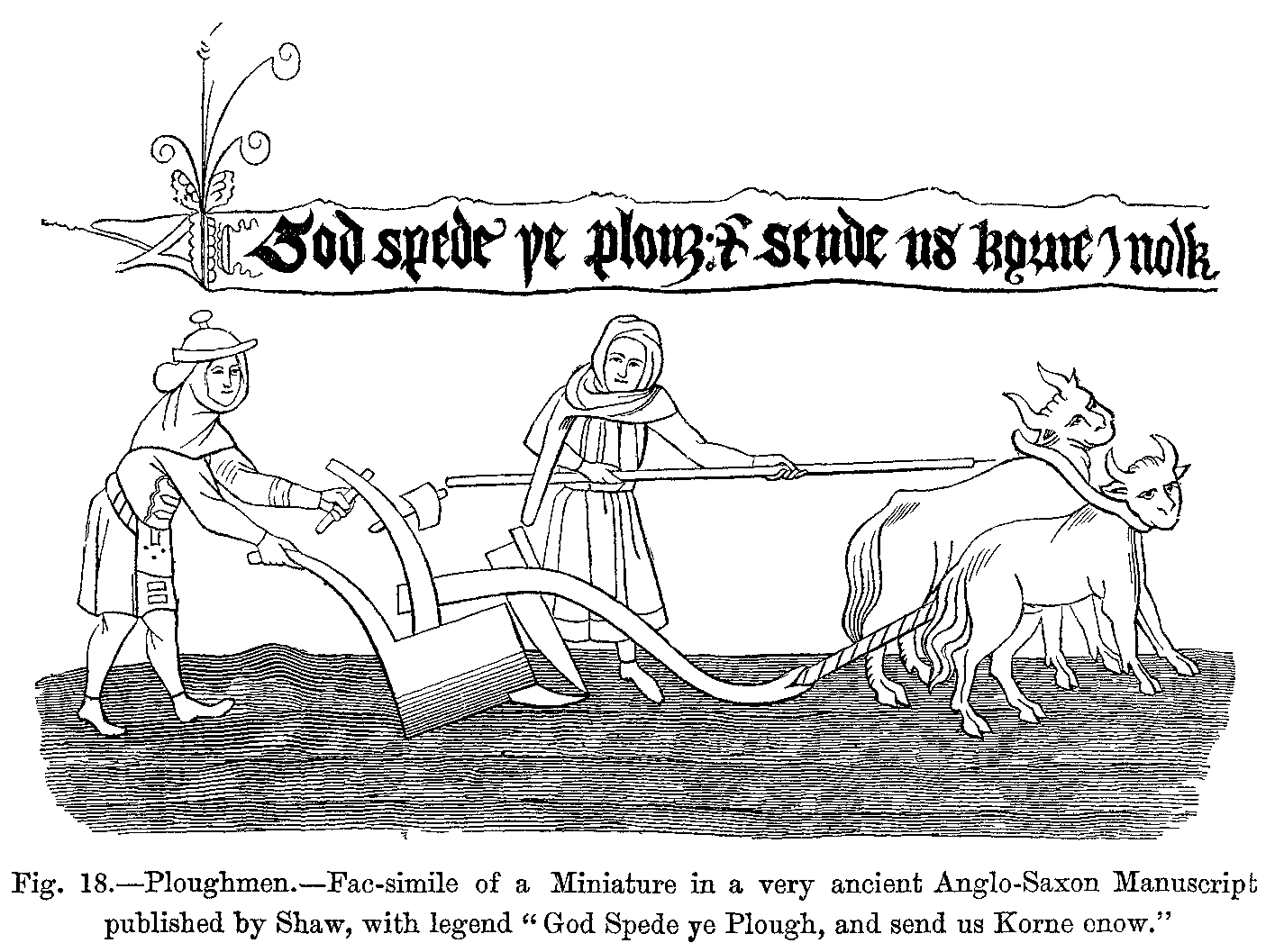
家畜によるプラウ耕。16世紀初頭の中世英語の詩"God Spede ye Plough"の写本の彩飾、大英博物館所蔵

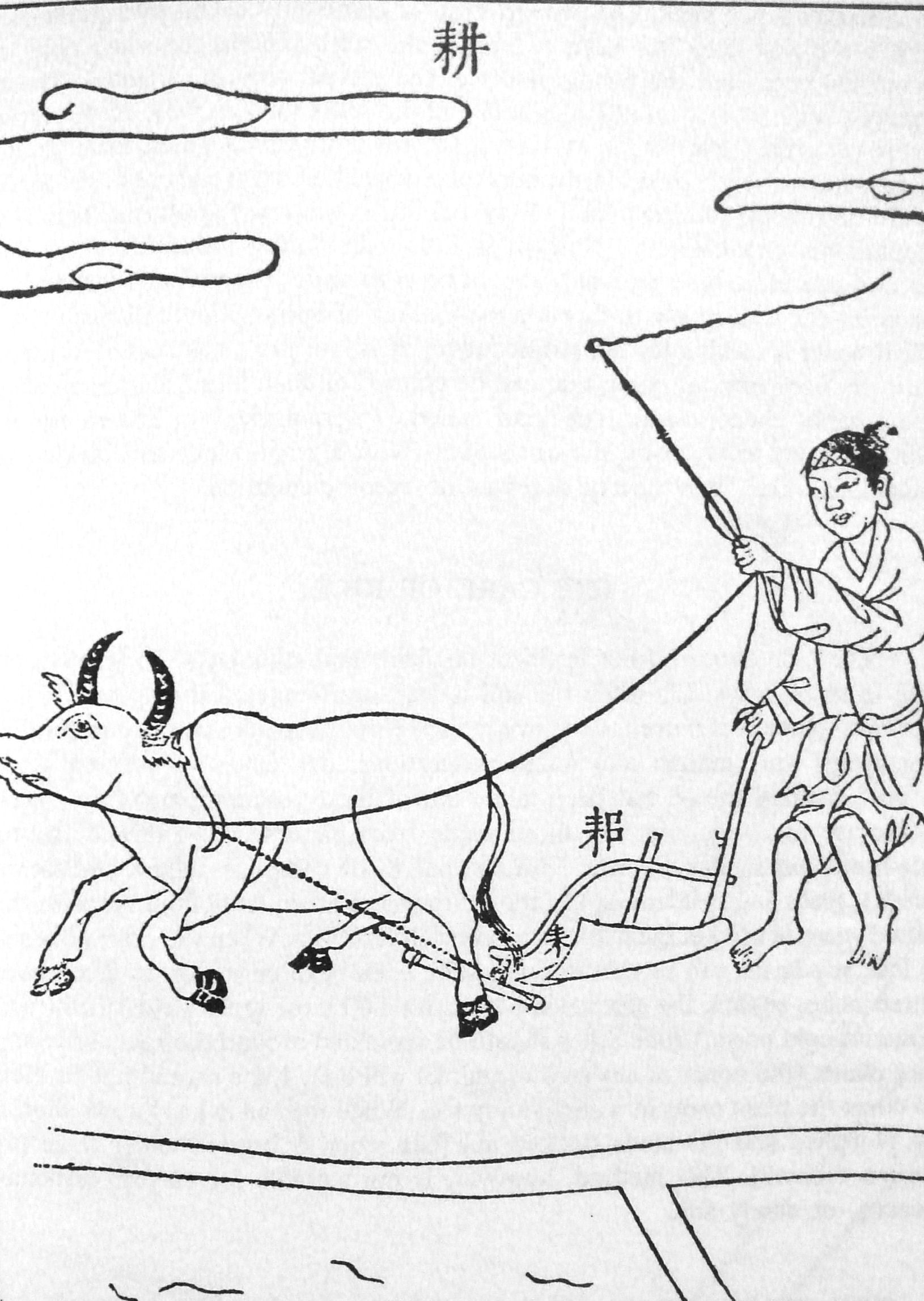
カーブしたモールドボードを備えた中国の鉄製プラウ、1637年

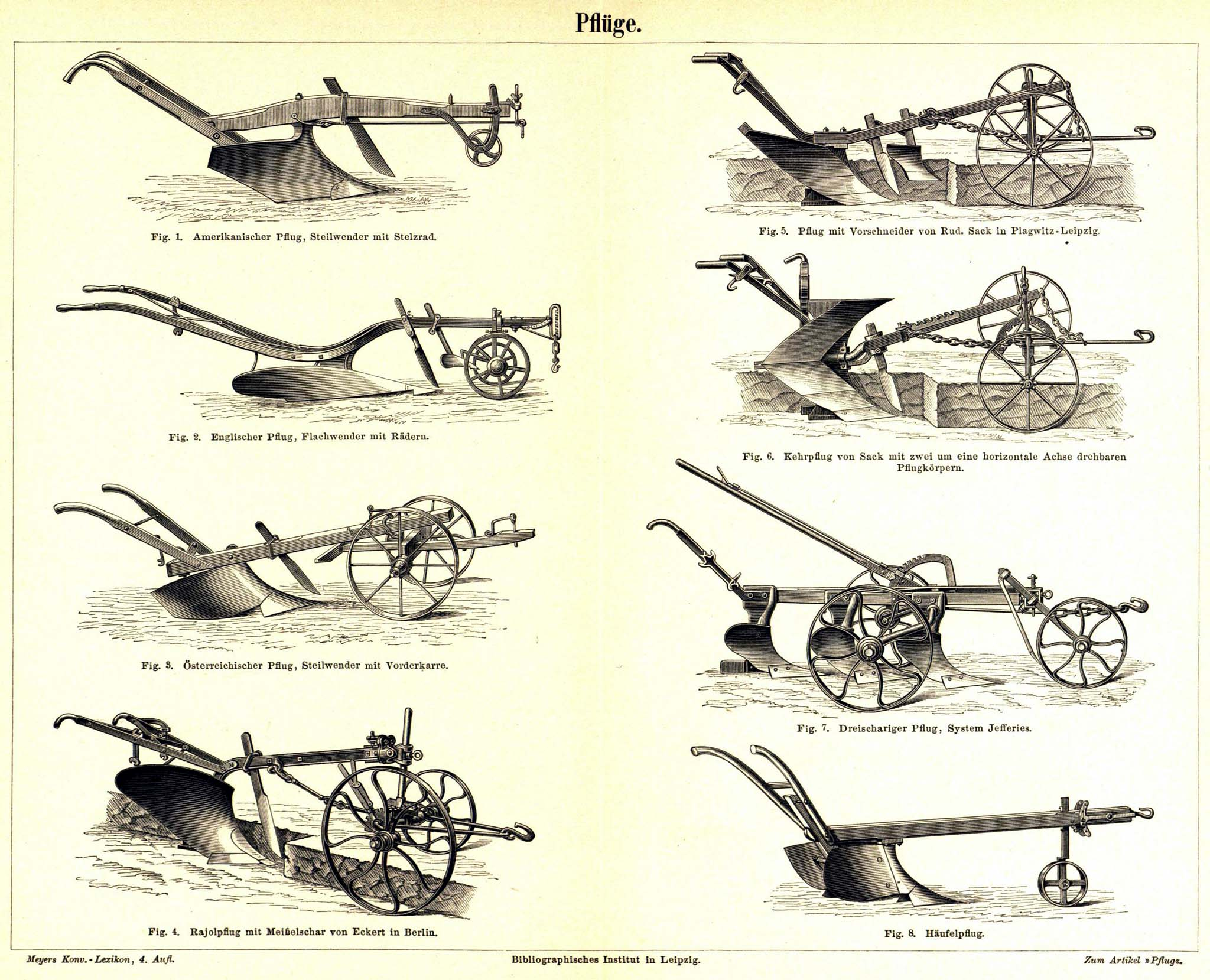
プラウ

モールドボード・プラウは、ボトム・プラウ(Bottom plow)と呼ばれることもあるが、これらは同じ意味である。多連のプラウにおいて、ひとつひとつのプラウをボトム、それらが組み合わされた作業機全体をプラウと呼ぶことがある。
プラウの設計における大きな進歩は、カッティング・ブレードに補助され、モールドボードを持つプラウだった。
コールター、あるいはナイフがシェア(またはフロッグ)のすぐ前の地面を垂直に切断する役割を持ち、フレームに支えられたランドサイドとモールドボードの前面及び下面がなすクサビ型は地面の中で作用する部分である。前方から馬などの牽引力を伝える上部のフレームには、コールター、及びランドサイドのフレームが取り付けられている。それぞれのプラウのサイズと、一度に何列の耕起を行うように設計されているかによって、ひとつか、またはそれ以上の車輪によってフレームが支えられている。1連のプラウの場合には、農夫がその進行方向を操作できるように、前方にひとつの車輪と、後方にハンドルが備えられている。
まず、コールタが圃場を引きずられながら土壌を垂直に切断し、その垂直に切断した後をシェアが続いて水平に切断する。この四角く切断された土壌は、シェアによって持ち上げられてからモールドボードに運ばれてさらに押し上げられる。プラウが前進する間、土壌は連続して切断され持ち上げ続けて、先に通った時に出来た溝に上下がひっくりかえるような形で放出される。土壌が持ち上げられ(通常は右に)動かされた後に出来た地面の溝は、れき溝と呼ばれる。持ち上げられたれき土は、前の工程で作られたれき条に約45度の角度でもたれかかるように乗せられる。
このように、連続して耕起を進めると、れき土の一部はれき溝に落ち、一部は既に耕起されたれき条に被せられる。この列を目で見てみると、進行方向の左側にはまだ耕起されていない圃場が広がり、れき溝(動かしたれき条のおよそ半分の幅)、今しがた反転したれき条が前に反転されたれき条におよそ半分程被るようにもたれかかり、そして更にその向こうの圃場が見える。それぞれの土の列と溝は古いしわを連想させる。
モールドボード・プラウは、圃場の準備にかかる時間を大幅に短縮し、結果として農家はより広い範囲で耕作することが可能となった。さらに、耕起された土壌が作るれき底(モールドボードの下)と高い畝の形状は水路を形成し、土壌の乾燥を促進する。積雪が問題になる地域では、雪解け水が迅速に排水され、より早く播種作業にとりかかることが出来る。
モールドボード・プラウ:5つの主要な部品
1. モールドボード(Mouldboard,撥土板)
2. シェア(Share,刃板)
3. ランドサイド(Landside,地側板)
4. フロッグ(Frog,結合板)
5. ヒール(Tailpiece,踵)

耕起された れき部 の名称
番号は右図の挿絵の図番と対応する
1. 耕起前の圃場
2. 丘
3. れき条
4. ナイフ、またはコールタが切断する面
5. シェアが切断する面
6. れき溝壁
7. れき底
8. れき溝

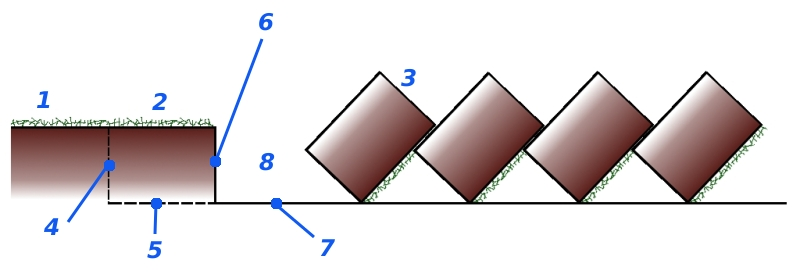
耕起された れき部 の名称

シェアからプラウの後部に広がるランナーは、プラウの方向を制御する。なぜならそれは、ランドサイドの下の角を支持して新しいれき溝を形成する為で、それが押さえ付けられる力はれき土の重量や、モールドボードの曲面に沿って持ち上げ反転させられる土の力に匹敵する。
このランナーがあるために、モールドボードプラウはスクラッチ・プラウよりも方向を変え難い。そのため、ほとんどの正方形の圃場が、より長い長方形の圃場(ストライプ(strips)と呼ばれる)へと形の変化を引き起こした。そしてハロンという距離の単位へと続く。
基本的な設計の進歩はプラウ・シェアで、モールドボード先端の水平の切断面が交換可能となった。

### ヘビー・プラウ
基本的なモールドボード・プラウにおいて、耕起する深さはれき溝の中でのランナーの立ち上がりで調整され、その深さは、農夫がプラウを容易に持ち上げられる程度の重さに制限される。この制約により、プラウの構造は、金属製のプラウ・シェア以外は少量の木材で製作された。このプラウはかなり脆弱で、北ヨーロッパのより重い土壌を耕起するのには不適当であった。しかし、プラウの重量を支えるランナーに変えて車輪を導入したことにより、プラウの重量がより重くなっても取り扱い出来るようになり、はるかに大きい金属製のモールドボードが使用出来るようになった。これらのヘビー・プラウは、西暦600年頃の大規模な食糧増産とそれに伴う人口増加に貢献した。
鉄製のヘビー・プラウにおいて、鉄で木を覆った物や、純粋に鉄製のプラウは紀元前6世紀には既に中国で使われていた。これらは世界で最初の鉄製のプラウであった。多くの発明にもかかわらず、ローマ人は車輪の付いたヘビー・モールドボード・プラウを開発することが出来なかった。北イタリアの文書によると、最初にローマ人が使った記録があるのは643年以降である。スラブ語圏における古い単語にヘビー・プラウとその使用を示唆するものがあることから、これらの地域は、より早い時期から使用されていたものと考えられている。ヨーロッパでは、8世紀後半から9世紀前半に北ヨーロッパにおける団地ごとの輪作を行う生産性の改善手法に伴い、モールドボード・プラウが一般的に使われるようになった。フランスの中世農業史家であるマルク・ブロックによる研究では、「araireは車輪が無く、畑を引きずって横切らなければならなかったが、charrueは車輪に乗せられていた。」と2種類の異なったプラウの名称の存在を示した。

### 改良された設計
コールター、プラウ・シェア、およびモールドボードを備えた基本的な構造のプラウは、1000年の間に渡って使われ続けた。設計の飛躍的進歩があっても、17世紀後半から18世紀にかけての啓蒙時代になるまで、広く一般に普及することは無かった。
モールドボードを備えた中国の犂は17世紀にオランダ人の船員によってオランダに持ち込まれた。そしてその頃、イギリス人に雇われていたオランダ人がイギリス東部の沼地と、サマセット地方のムーアを排水するために、彼らは中国の犂を持ち込んだ。イギリス人は、これらの中国の犂を「中国のプラウ」と呼ぶかわりに「バスタード・ダッチ・プラウ」と呼んだ。従って、オランダ人とイギリス人は、ヨーロッパで初めて、最も効率的な中国のプラウを体験していたことになる。チャイニーズ・スタイルのプラウは、イギリスからスコットランドへと、オランダからアメリカとフランスへと広められた。
イギリス、ロザラムのジョセフ・フールジャム(Joseph Foljambe)は1730年に、ロザラム・プラウ(Rotherham plough)の基本形としてこの新しい形を採用し、モールドボードは鉄で覆われていた。ヘビー・プラウとは異なり、ロザラム(または、ロザラムのスイング)プラウには完全なコールタ、モールドボード、およびハンドルがあった。それは従来の設計よりはるかに軽量で、イギリスで非常に人気となった。もしかすると、工場で量産された最初のプラウかも知れない。
ジェームズ・スモール(James Small)は更に設計を向上させた。彼は数学的手法を使い、1片の鉄から鋳鉄に至るまで様々な設計で実験を繰り返しスコットランド・プラウと呼ばれた。また、一体型の鋳鉄製プラウは、アメリカでチャールズ・ニューボールド(Charles Newbold)によって開発され、特許を取得した。これはニューヨーク、スキピオの鍛冶職人ジェスロ・ウッド(Jethro Wood)によって再び改良され、スコットランド・プラウを3つの部品に分割し、壊れた部品だけを交換出来るようにした。
1837年に、ジョン・ディア(John Deer)は、最初の鋼鉄製プラウを発表した。 アメリカの、以前には農耕には不適当であると考えられていた地域の農地を耕すことが出来るようになったのは、このプラウが鉄製のものよりもはるかに強靭だった為である。その後の改良の方向性は冶金による材質の改善に向かった。鋼鉄製のコールタとシェアと、より軟らかい鉄製のモールドボードの組み合わせは破損を防ぎ、焼入れ処理を行って表面硬化処理を施した鋼鉄製プラウ、そしてついにはコールタを不要にする程に強靭なモールドボードに成長した。

### 日本における普及と発展

#### 犂

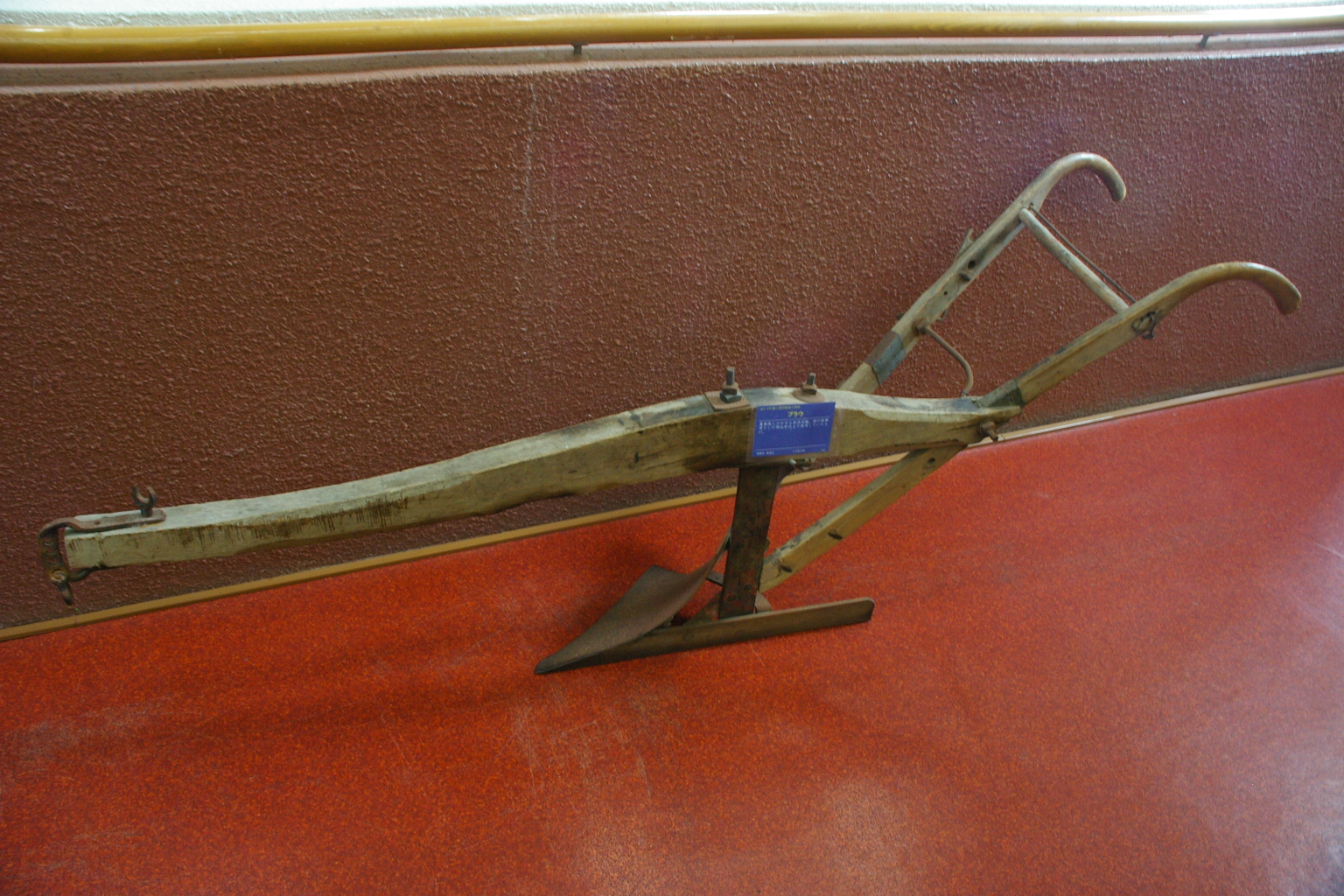
木製の犂

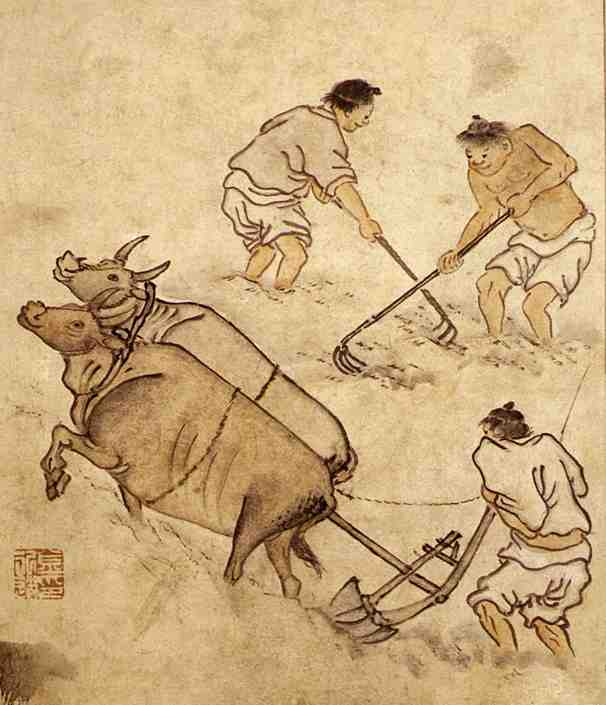
18世紀後半、李氏朝鮮の農耕風景

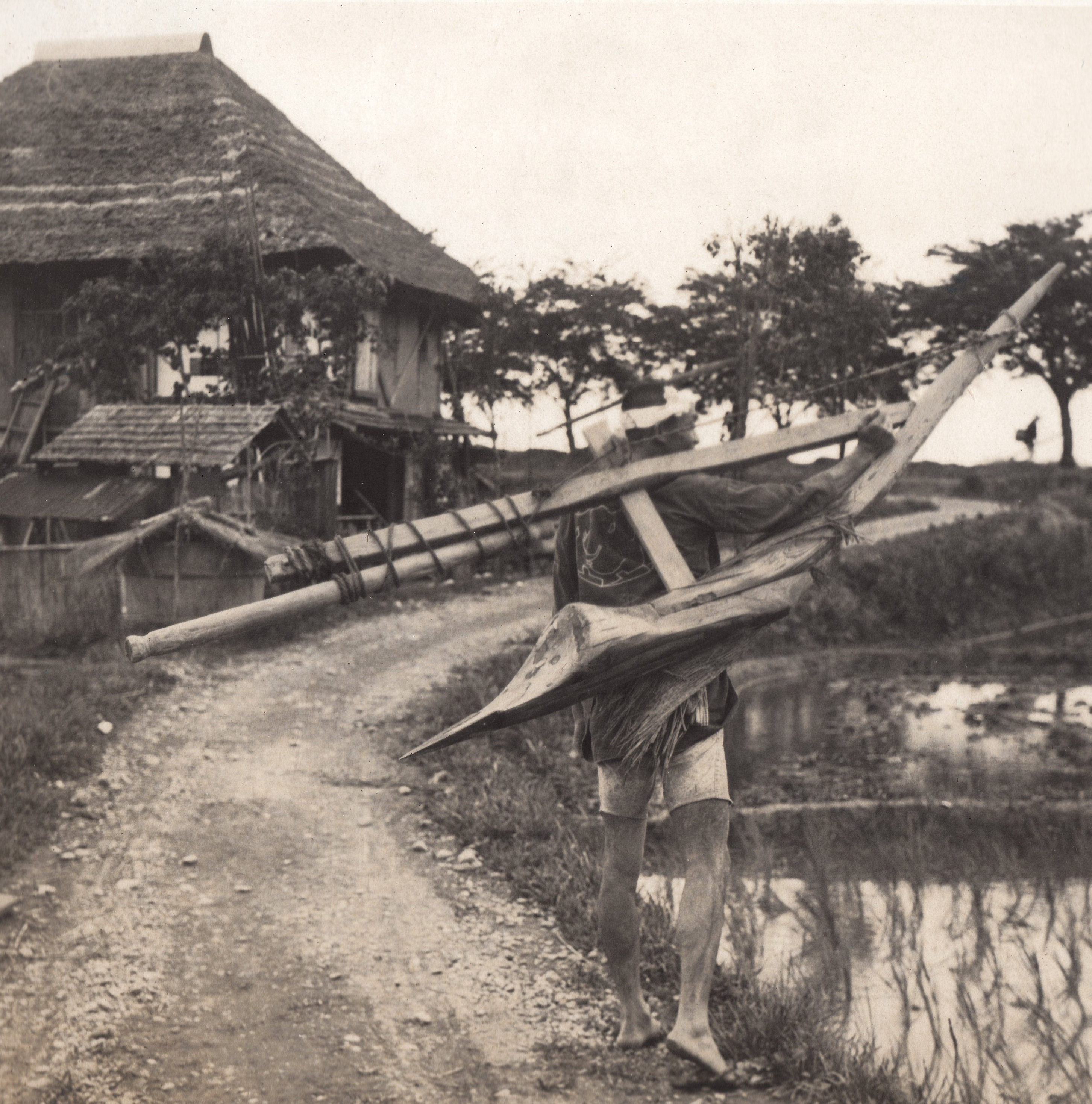
大正期の木製犂

日本においてプラウは、その伝来の経緯から犂（すき）と呼ばれ、カラスキ（唐犂）、もしくはクビキスキ（軛鋤・頸木鋤）や牛(馬)引き鋤（うしびきすき、ぎゅうひきすき／うまびきすき、まびきすき）・牛鋤／馬鋤（うしすき、ぎゅうすき・うますき、ますき）とも呼ばれていた。正倉院に収蔵されている子日手辛鋤（ねのひのてからすき）は、758年正月の行事に使われたと伝えられており、また、滋賀県草津市の中畑遺跡からは平安時代のカラスキが出土している。なお、牛馬に牽引させる犂（すき）と手に持って使う農具の鋤（すき）は異なる農具である。また、「犂」という漢字は俗字扱いであり、正字体は「犁」である。
犂の種類には、中国から伝来し、大化の改新の時代、時の政府が推奨した長床犂と、朝鮮半島からの渡来人がもたらした無床犂があり、長床犂はプラウのヒールに相当する床が長く、安定して耕起することが出来て取り扱いやすい反面、大きな牽引力が必要で長い床の為に深く耕すことが出来なかった。一方、無床犂は床がないために深く耕すことが出来たが、取り扱いには熟練を要し、その取り扱う姿から抱持立犂（かかえもったてすき）とも呼ばれた。
最初に犂が伝来した九州の北部をはじめ、西日本では犂を使っての耕起が盛んであった。後に明治から大正期にかけて長床犂、無床犂それぞれの長所を取り入れた日本独自の短床犂が作られ、畜力による犂耕が全国的に普及した。その後、牛や馬による畜力から、内燃機関を原動力にしたティラーや耕耘機へと牽引の動力は移り変わり、昭和30年代、耕耘機によるロータリー耕が普及したことにより、稲作での犂による耕起法は衰退した。

#### プラウ
日本でプラウが使われた始まりは、一般に明治4年（1871年）米国政府の農務局長であったホーレス・ケプロンが開拓使の顧問として招かれた際に持参したと言われているが、プロシア人ガルトネルが蝦夷地七重村の開墾に持ち込んだものの方が早く、この道具は明治4年にケプロンの部下であるトーマス・アンチセルが七重開墾場を視察した際に確認されている。欧米のプラウは洋犂と呼ばれ、それに対し中国から伝来し古くから日本でも使われていた犂は和犂と呼ばれた。畑作をはじめ、現在では水田での転作作物にも広く使われている。
明治3年（1870年）、仙台藩の一門である亘理の伊達邦成は、自費を使って家臣と共に北海道有珠郡（現在の北海道伊達市）に集団移住し、開拓使の指導を仰いで明治7年（1874年）より西洋農具による畜力耕法を始めた。民間では最初となる西洋農具を使った開墾であり、当時、全道で保有していたプラウの約半数が伊達で使われていたことから、プラウ耕の先進地となった。
その後伊達では、米国から輸入された物を参考に炭素焼きによる独自のプラウを製作、この技術を元に小西農機を設立し「伊達の赤プラウ」と呼ばれた。これに対し、上富良野でも菅野豊治が独自のプラウを製作、赤プラウに対して「白プラウ」と呼ばれた。
2017年9月5日に国立科学博物館の定めた重要科学技術史資料（通称:未来技術遺産）の第00237号、第00238号として、スガノ農機製のプラウ二点が登録された。

#### 関連する企業

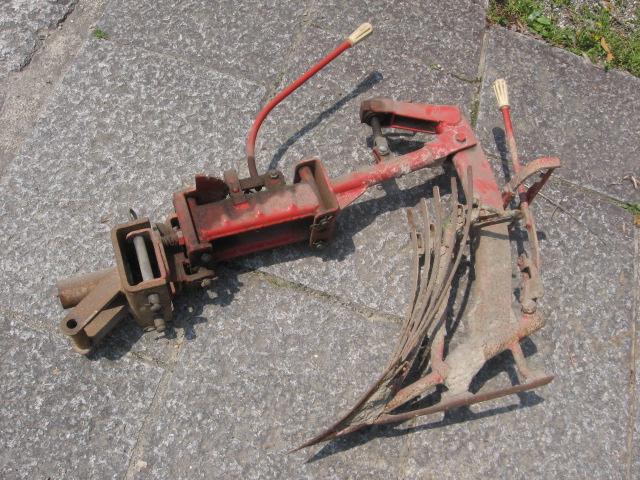
耕耘機用双用犂（松山すき）

明治時代前後に犂やプラウを製造し、現在も存続する企業を下記に列挙する。
- 文久3年（1863年）、熊本県の田上伝蔵は長床犂を製造、昭和2年（1927年）に東洋社と社名を改め、同社が製造する犂を「日の本号」と命名した他、昭和22年（1947年）に二段耕犂を発明する。既に農機事業からは撤退したが、現在の日立建機ティエラである。
- 明治33年（1900年）、長野県の松山原造が、同県北部で多用される長床犂と同県南部で多用される短床犂とを折衷させ、双用犂と呼ばれる一種のターンレスト・プラウを開発、翌年特許を取得し、更にその翌年、単ざん双用犂製作所を創業して、松山すきと呼ばれ広く親しまれた。ニプロのブランド名で知られる現在の松山である。
- 明治45年（1912年）、三重県の高北新次郎は従来よりも深く耕せる犂を完成させ、高北農具製作所を創業した。現在のタカキタである。
- 明治34年（1901年）、現在の北海道美唄市で佐々木忠次郎がプラウの製造に成功。佐々木鉄工場を創設し、洋式の耕作農機具の製造販売を始める。昭和15年（1940年）には、満州国に開拓団用政府配給農機具専門工場を設立し、満州国の開拓に貢献した。現在のササキコーポレーションである。
- 明治42年（1909年）、帯広の山田清次郎、嘉蔵、源二の兄弟が山田農機製作所を創立、現在の東洋農機である。
- 大正6年（1917年）、北海道上富良野町で菅野豊治が菅野農機具製作所を開業し、開拓使が米国から持ち込んだプラウ（洋犂と呼ばれた）を修理する傍らプラウの製作を行った。昭和16年（1941年）、やはり日本政府および満州国政府の斡旋を受け現地に工場を開業、開拓に貢献した。現在のスガノ農機であり、現在日本で使われているプラウの8割はスガノ製とも言われる。
- 昭和45年（1970年）、スター農機と「伊達の赤プラウ」の小西農機が合併、現在のIHIアグリテックである。

### ワンウェイ・プラウ耕

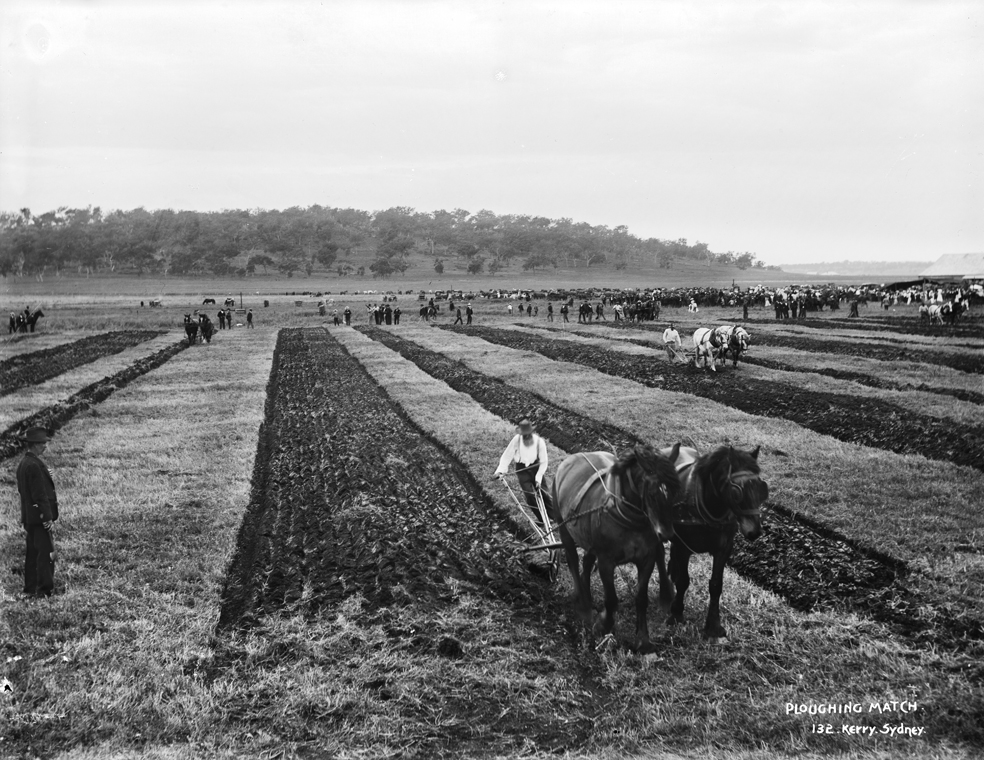
ワンウェイ・プラウによる馬耕大会の様子

最初のモールドボード・プラウは、そのモールドボードの形状から、土壌を特定の方向にのみ(伝統的に通常は右側)に反転させ、畑は長いストライプ状の耕起跡になる。通常、プラウは圃場を時計回りに回るように使われ、長辺は耕起し、短辺は耕起せずにプラウを引きずって移動した。
この耕起する距離の長さが伝統的な圃場の1辺の長さとして、ハロン(またはハロン長)として定着した。圃場の長辺、1ハロンは220ヤード(200m)、短辺はプラウ耕で往復する幅の区切りとして、22ヤード(20m)を1チェーンとし、この1ハロン×1チェーンの長方形の面積は1エーカー(約0.4ヘクタール)となり、エーカーという面積の単位の起源となった。
プラウの時計回りによる一方向のみの使い方は、土壌を圃場の周辺から中央に寄せ集める。毎年同じ場所で時計回りを繰り返すと、土壌は圃場の中央に丘のように盛り上がり、いくつかの古くから続く畑ではそのような地形を見ることが出来る。

### ターンレスト・プラウ
ターンレスト・プラウは、どちらの方向にも耕すことが出来るプラウである。モールドボードは可動し、ある向きでは右側へ土を反転し、別な向きでは違う面を使って左側へ土を反転する(コールタとプラウシェアは固定されている)。このようにして作業すると、次々と隣接した列を耕起しながら連続して往復することができ、畑がでこぼこになるのを避けることが出来る。

### 乗用多連プラウ
牛馬に牽引される初期の鉄製プラウは、1000年もの昔と同じようにプラウの後ろについて歩く方式で、農夫はプラウの両脇から伸びるハンドルを握って操作していた。鉄製プラウは根や土塊を容易に切断することが出来るため、絶え間なく刃の動きを調整する必要が殆ど無く、とても簡単に土の中を牽引することができる。
その結果、それほど時間もかからずに最初の乗用プラウは現れた。これらは、車輪がプラウと地面の深さを調整し、今まで歩いていた農夫は備え付けられた椅子に腰掛け、方向の制御は主にプラウを牽く牛馬を通じて操作し、細かい微調整はレバーで行った。この乗用の多連プラウは非常に急速に普及し、プラウ耕の作業能率を劇的に向上させた。
きれいで軽い土壌であれば、1頭の馬でひとつのプラウを引くことが出来るが、重い土壌では2頭の馬を必要とし、1頭は未耕地を、もう1頭は犂床の中を歩く。2連以上のプラウでは、2頭以上の馬が必要になり、普通その中の1頭以上はプラウで既に耕起された軟らかい土壌の上を歩かなければならず、その馬にとっては困難を極める。そのため、30分毎に10分程その馬を休ませるのは普通の事であった。
ニュージーランドでよく見られる、重い火山性のローム土では、2連のプラウを牽くために4頭の屈強な馬を用いる。圃場が正方形に近い場合は、前後に2頭ずつ配置するよりは、4頭をハーネスを使って横に並べた方が経済的であり、それに伴い常に1頭の馬は耕起された土の上にいる状態になる。
アーミッシュの農家は、春にプラウで耕起する際に約7頭立ての馬かラバを使用する傾向があり、そして、しばしばお互いがプラウでの耕起作業を助け合う時には、正午を目処にその馬達を時々交換する。この方法で軽い土壌ならば約10エーカー(40,000m2)、重粘土の土壌でも約2エーカー(8,100m2)の面積をプラウで一日に耕起することができる。

### 蒸気機関によるプラウ耕
トラクター及び蒸気自動車も参照のこと

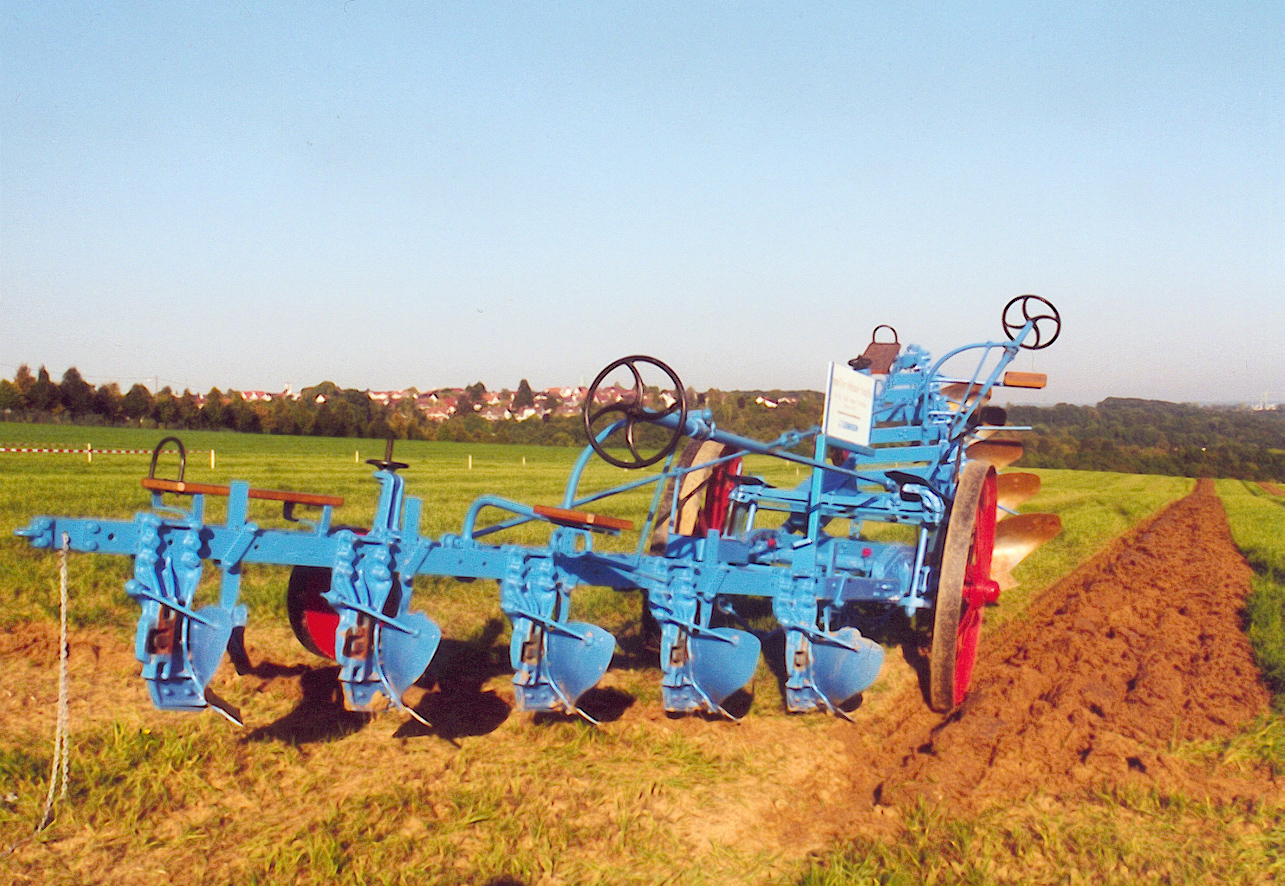
ドイツ製のバランス・プラウ

移動式の蒸気機関である蒸気自動車の登場により、1850年頃から蒸気の動力がプラウ耕に応用されるようになった。しかし、ヨーロッパでは、重い蒸気機関の重量を支えることが出来ないくらいに軟らかい土壌条件であった。
その代わりに、バランス・プラウとして知られる車輪を備えたシーソー状のプラウが、畑を横切るワイヤケーブルに牽引され、畑の両サイドに位置する蒸気機関がそのワイヤを交互に牽いた。バランス・プラウは向き合った2組のプラウを備え、片方が耕起している時、もう片方は空中に浮いていた。一方の方向にプラウが牽かれると、牽引されるプラウは、ワイヤケーブルの張力で地面へと突き刺さり耕起を行う。プラウが圃場の端に達したとき、反対側のワイヤが他の蒸気自動車によって牽かれてバランス・プラウはシーソーのように傾き、今度は逆の方向に向かってプラウが耕起することが出来た。
バランス・プラウの片方は土を右に反転させ、反対側のプラウは左に反転させることによって、ターンレスト・プラウやリバージブル・プラウのように圃場での連続したプラウ耕を実現した。19世紀中頃に蒸気自動車とバランス・プラウによる耕起法を発明して賞賛された人物は、イギリスの農業技術者であり発明家でもある、ジョン・ファウラー(John Fowler)であった。
アメリカでは、硬く締まった土壌のために蒸気トラクターで直接プラウを牽引することが可能で、ビッグ・ケース(Big Case)、リーブス(Reeves)、ソーヤー・マッセイ(Sawyer Massey)らが、この分野を切り開いていて、最大で14連のギャング・プラウ(ディスク・プラウ)が使用された。しばしば、このような大型のプラウを装備した蒸気トラクターが編隊を組み、一枚の畑に10台もの蒸気トラクターが並ぶこともあった。このようにして、一日に何百エーカーも耕起することが可能となり、唯一蒸気機関だけが大型のプラウを牽引するパワーを持っていた。内燃機関のトラクターが登場したとき、彼らが大型の蒸気トラクターと比較したのは力強さでも頑丈さでも無く、作業をこなすために必要なプラウの台数をいかに減らせるかのみだった。

### 切り株を飛び越えるプラウ

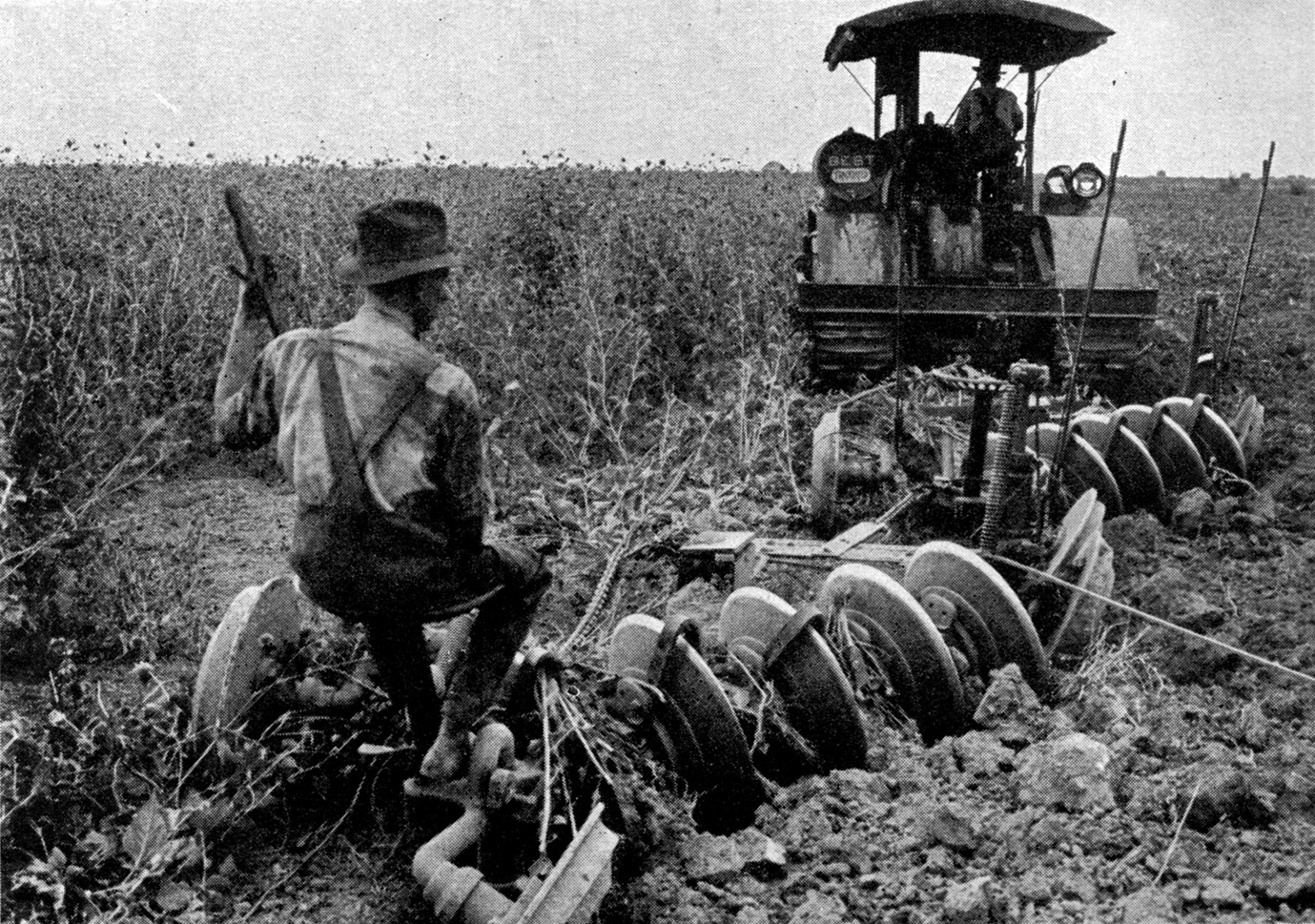
ディスク・プラウ

スタンプ・ジャンプ・プラウ(Stump-Jump plough)は、1870年代にオーストラリア人によって発明され、新しく開墾した農地で、多くの木の切り株や岩などを除去するのに多大な資金がかかるのを抑えるために設計された。プラウは、所定の位置にプラウ・シェアを保持するために可動式の錘を使用する。木の切り株や岩石などの他の障害に遭遇すると、プラウ・シェアは上方に振り上げられて障害物をかわしてプラウのハーネスやリンケージが破損することを防ぎ、障害物を乗り越えると錘の作用で元に戻り耕起を継続することが出来る。
その後開発されたディスク・プラウは、より簡単な仕組みで、湾曲した円盤を進行方向に対して大きく傾けてセットして土壌に食い込ませ、円盤が壊れない程度の何かの大きな衝撃が加わると、回転するように障害物を乗り越える構造であった。円盤が進行方向に引きずられるとき、円盤の鋭い縁が土壌をカットし、湾曲した円盤の表面が回転しながら土壌を上に持ち上げて脇に投げ飛ばす。モールドボード・プラウと同じ位に土壌を反転させるわけでは無いが、土壌流失の防止に効果があるのでこれは不都合とは考えられておらず、ディスク・プラウも土壌を持ち上げて砕く作用がある。

### 近代的なプラウ

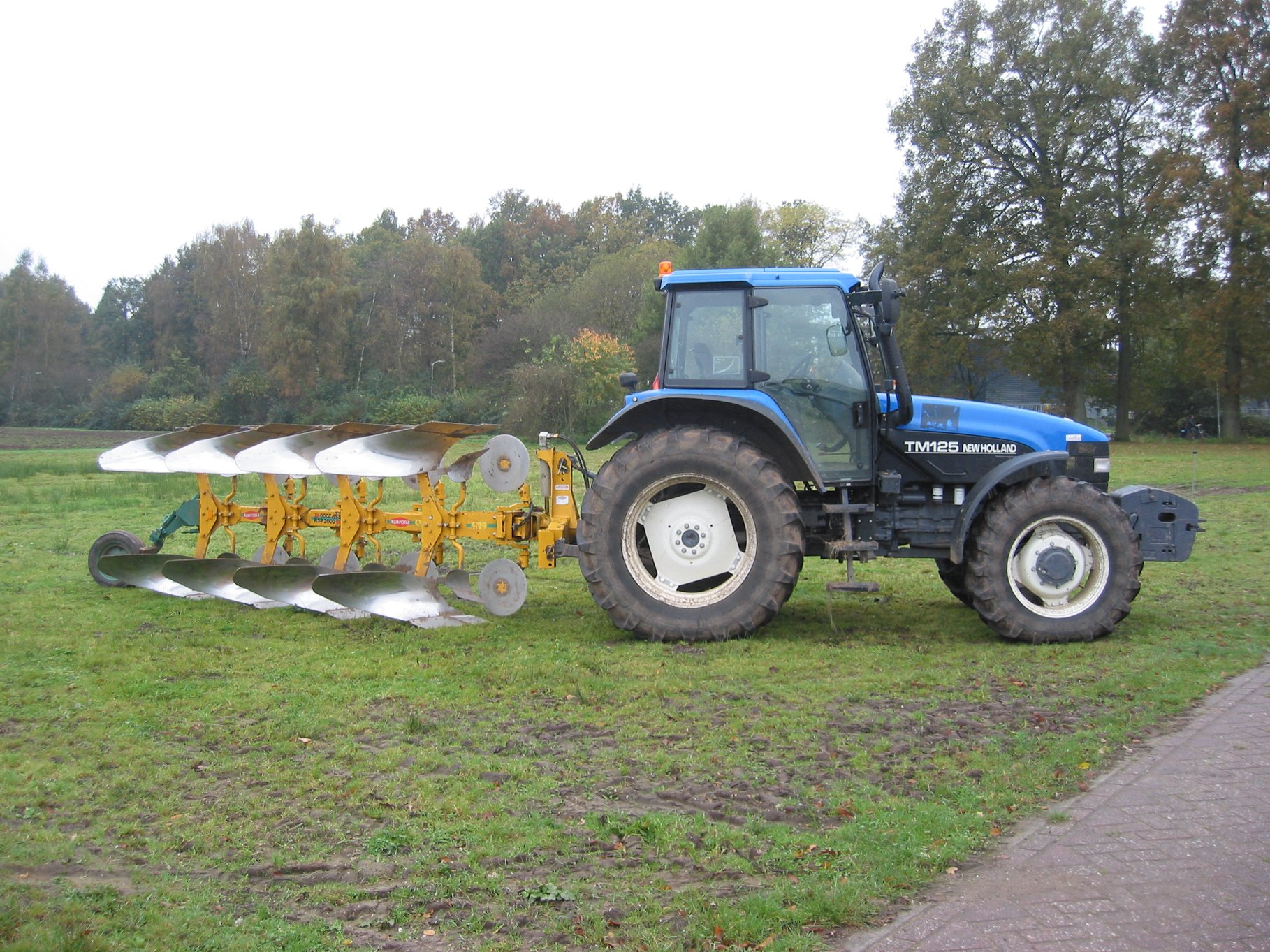
4連のリバージブル・プラウ

近代的なプラウは3点リンクを介してトラクタに装着され、普通は多連のリバージブル・プラウである。これらは一般的に2連から7連で、油圧式の補助輪を備えた半直装タイプでは18連前後のものもある。
プラウはトラクタの油圧装置を使って上昇させたり反転させたりする他、耕起深や幅を調整するのにも油圧が使用される。オペレータはプラウが土の中で適切な角度で牽引されるよう3点リンクを調整しなければならないが、近代的なトラクタではこの角度と耕深を自動制御している。また、もしトラクタにフロント3点リンク装置が装備されていれば、2連か3連のプラウをフロントに装着することも出来る。

#### リバーシブル・プラウ
リバーシブル・プラウは2組のプラウが背中合わせに取り付けられており、片方のプラウが土を右に反転させ、もう片方は左に反転させる。一方のプラウが土中で耕起している時、もう片方は逆さまの状態で何も作用しないまま、ただ運ばれる。耕起作業が圃場の端まで来たとき、プラウを反転させて逆向きのプラウを使う状態にし、そのまま次の列の耕起を再開する事が出来る。これにより、圃場の一方から一貫した方向に耕起作業を進めることが出来る。

## 用途別プラウ

### チゼル・プラウ
チゼル・プラウは、部分耕起で深耕を行う一般的な作業機である。このプラウの主な機能は、作物収穫後の残渣を土壌表面に残したまま土壌をほぐして空気に晒すことであり、度重なるプラウ作業で硬くなった土中の盤(耕盤)を破砕して踏圧の影響を緩和するのにも役立つ。他の多くのプラウと違い、チゼル・プラウは土壌を反転させる作用は無い。
この特性は不耕起、或いは半不耕起栽培において、年間を通じて土壌表面に有機物を残して土壌流失を防ぐことに役立ち、モールドボード・プラウに比較してチゼル・プラウはより長期的に持続可能な農業が出来ると考えられている。
チゼル・プラウは普通200 - 300mmの深さで耕起するようにセットされているが、機種によってはそれより深く耕起するタイプもある。それぞれのプラウ(シャンク)は普通230 - 305mm程度の間隔で並べられている。このプラウは牽引抵抗が大きく、トラクターに充分な馬力と牽引力を要求する。チゼル・プラウでの作業を計画する際には1本のシャンクあたりに10～15馬力が必要であることを覚えておかなければならない。

### リッジ・プラウ
リッジ・プラウ(或いはリッジャー)は、畝で栽培されるジャガイモや長ネギのような野菜の栽培に使用され、畝と畝の間の土を畝へと盛り上げる培土と呼ばれる作業に使われる。
リッジ・プラウは二枚のモールドボードが背中合わせに組み合わされた形状をしており、土を両側の畝に高く盛り上げるように作用する。このリッジ・プラウは作物を収穫する前作業として畝を崩すために使われることもある。

### モール・プラウ
モール・プラウ(或いはサブソイラー、弾丸暗きょ)は、溝を掘らずに暗きょ排水の穴を土中に開けたり、土壌への水の浸透を妨げる不透水層を破砕するのに使われる。これは非常に深い場所に作用するプラウで、魚雷型、またはくさび型の弾丸と、それをフレームに接続する細長い刃で構成されている。この作業機を使用すると地面の深い場所に細い水路が形成され、その水路は排水路として機能する。
また、近代的なモール・プラウは水路を形成すると同時にやわらかいプラスチック製のシートパイプを敷設することができ、恒久的な排水路として使用したり、あるは灌漑の目的で用水を送り込む水路としても使用されることがある。

## プラウ耕にまつわる問題

### モールドボード・プラウの利点
- 寒暖のある気候の地域における、20cm程度以内のモールドボード・プラウ耕は土壌を膨軟にして空気を含ませる。その際、収穫物の残渣、堆肥、石灰、および化学肥料とわずかの酸素を一緒に土壌に取り入れる。そうすることによって、それらは揮発による窒素の損失を減らし、ミネラル化を促進し、有機物の短期間での窒素化を促進して土壌に吸収される。
- タイヤの跡やコンバインハーベスターの轍を消し去る。
- 多くの多年生雑草を制御し、次の春までのあいだ、他の雑草の成長を抑制する。
- 春先の地温上昇と水分蒸発を良好にして土壌表面を乾燥させ、より軽量な播種機で種を蒔くのを容易にする。
- 作物の多くの害虫(ナメクジ、ガガンボ、seed corn maggots、bean seed flies、穿孔虫)を抑制する。
- 土を食べるミミズ(endogea)の数を増加させるが、垂直に生息するミミズ(anecic)には有害である。

### モールドボード・プラウ耕に関する問題
モールドボード・プラウ耕は、急速に土壌資源を使い果たす可能性があり、非常に破壊的な農法であるとして認識されるようになった。たとえ短期的には成果を上げたとしても、長期的に見ればその理由を理解することとなる。
プラウ耕で耕起された畑は、害虫の幼虫や雑草の種子を土中深くに葬り去り、一般的に一度は並外れた収穫量を上げる。しかし、最初の収穫の後にも、継続的にモールドボード・プラウ耕を続けると収穫量が大幅に減少するであろう。モールドボード・プラウ耕による収穫量の減少は、多くの副作用の結果と考えることが出来る。
- 一番の問題は硬盤の形成[17]、または土壌の下層の石灰化があげられる。ある地域では、つるはしを一度突き立てたくらいでは壊せないほどのとても厚い硬盤であった。硬盤を取り除く唯一の効果的な手段は、非常に強力で高価なトラクタでリッパー、あるいはチゼル・プラウを使い作業することである。この硬盤層は植物の根が通ることが出来ず、結果的に植物の成長と収穫量は制限されてしまう。またこの層は水を浸透させず、作物は洪水の中で溺れているようなものである。
- モールドボード・プラウによる深耕(15-20cm以上)は、土壌の有機物含有量を急速に使い果たし、土壌流失を加速させ、これら2つの問題が相乗効果を起こす。下層の土壌が地表に上げられる事によって、前作の土壌の基本構造は壊れてしまい、土の団粒構造は損なわれてしまう。サラサラした土は種子の発芽に好適に見えるが(それはその通りではあるが)、プラウ耕でない方法に比較すると、土塊のないこのサラサラした土は、他の要因もあいまって非常に土壌浸食される率が高い。この増加した浸食率は本来土壌の持つ地力だけではなく、土の中の有機物の働きをも上回る。そのため、通常よりも急速に地力を使い果たしてしまう。
- モールドボード・プラウによる深耕(15-20cm以上)は土壌をより硬く圧縮し、土壌の中にある毛穴程の隙間を失ってしまう。土壌は砂とボールでいっぱいに満たされたバケツに少し似ている。各ボールは粘着性がある土の団粒構造を表しており、そのボールが積み重ねられると、ボールは健康な根の生育と適切な排水に必要である多くの隙間を作る。プラウ耕はこれらのボールを破壊してその団粒構造を失わせてしまう。このような状態になったとき、より大きい団粒の中にある土の粒子は砂の様にバラバラになって空気のある隙間が少なくなってしまい、簡単に水が溜まるような圧縮された土壌になり、根の成長が阻害される。

### 土壌流失
プラウ耕による悪影響のひとつは風雨による土壌流失を劇的に加速させることであり、流れ出した土は他の場所や海などの水域に堆積してしまう。また、プラウ耕は1930年代に米国で発生した土ぼこりの嵐であるダストボウルの原因であると考えられている。
不耕起栽培などのプラウ耕からの代替手段には、土壌流失の被害を食い止め、農業を継続しうる可能性がある。

## プラウの構造

現代のプラウの構造

右の図はプラウを構成する部品を表している。(番号は図中の番号と対応する)
1. フレーム
2. 3点リンク取り付け部
3. ハイトレギュレータ
4. ナイフ(または円盤状のコールタ)
5. シェアポイント(刃先)
6. シェア(刃板)
7. モールドボード(撥土板)

他の部品はフロッグ(結合板),ランナー,ランドサイド(地側板),シン(脛金),カバーボードやハンドル等がある。
現代のプラウや一部の旧型のプラウは、モールドボードがシェア及びランナーから独立しており、これらの部品が磨耗して交換する際にもモールドボードを同時に交換しなくても良いような構造になってはいるが、結果的に土壌に接触する部分は全て摩滅する。